# Oscaruddelingen 1960
Oscaruddelingen 1960 var den 32. oscaruddeling, hvor de bedste film fra 1959 blev hædret af Academy of Motion Picture Arts and Sciences. Uddelingen blev afholdt 4. april på RKO Pantages Theatre i Los Angeles, USA. 
Filmen Ben-Hur blev den mest vindende film nogensinde, med 11 priser ud af 12 nomineringer, en rekord, der aldrig er blevet slået, men filmene Titanic og Ringenes Herre - Kongen vender tilbage har vundet lige så mange Oscars i henholdsvis 1998 og 2004. 
Ben-Hur var også den 3. film der både vandt en Oscar for bedste mandlige hovedrolle og en Oscar for bedste mandlige birolle, og det var først i 2004 at filmen Mystic River lykkedes at opnå samme resultat.
Den danske film Paw af Astrid Henning-Jensen var nomineret til en Oscar for bedste udenlandske film.

## Priser
| Bedste Film | Bedste Instruktør |
| --- | --- |
| - Ben-Hur - Et mords analyse - En plads på toppen - Anne Franks dagborg - Nonnen | - William Wyler – Ben-Hur - Jack Clayton – En plads på toppen - Billy Wilder – Ingen er fuldkommen - George Stevens – Anne Franks dagbog - Fred Zinnemann – Nonnen |
| Bedste Mandlige Hovedrolle | Bedste Kvindelige Hovedrolle |
| - Charlton Heston – Ben-Hur - James Stewart – Et mords analyse - Laurence Harvey – En plads på toppen - Jack Lemmon – Ingen er fuldkommen - Paul Muni – Den sidste vrede mand | - Simone Signoret – En plads på toppen - Doris Day – Løs på tråden - Katharine Hepburn – Pludselig sidste sommer - Elizabeth Taylor – Pludselig sidste sommer - Audrey Hepburn – Nonnen |
| Bedste Mandlige Birolle | Bedste Kvindelige Birolle |
| - Hugh Griffith – Ben-Hur - Arthur O'Connell – Et mords analyse - George C. Scott – Et mords analyse - Ed Wynn – Anne Franks dagbog - Robert Vaughn – Ung mand fra Philadelphia | - Shelley Winters – Anne Franks dagbog - Hermione Baddeley – En plads på toppen - Susan Kohner – Lad andre kun drømme - Juanita Moore – Lad andre kun drømme - Thelma Ritter – Løs på tråden |
| Bedste Originale Manuskript | Bedste Filmatisering |
| - Løs på tråden – Russell Rouse, Clarence Greene, Stanley Shapiro og Maurice Richlin - Menneskejagt – Ernest Lehman - Ung flugt – François Truffaut og Marcel Moussy - U-båden der rødmede – Paul King, Joseph J. Stone, Stanley Shapiro og Maurice Richlin - Wild Strawberries – Ingmar Bergman | - En plads på toppen – Neil Paterson - Et mords analyse – Wendell Mayes - Ben-Hur – Karl Tunberg - Ingen er fuldkommen – Billy Wilder og I. A. L. Diamond - Nonnen – Robert Anderson |
| Bedste Udenlandske Film | |
| - Orfeu Negro ( Frankrig) - Broen ( Tyskland) - Dorp aan de rivier ( Holland) - Den store krig ( Italien) - Paw ( Danmark) | |
| Bedste Dokumentar | Bedste Korte Dokumentar |
| - Serengeti darf nicht sterben - The Race for Space | - Glas - Donald in Mathmagic Land - From Generation to Generation |
| Bedste Kortfilm | Bedste Animationsfilm |
| - Histoire d'un poisson rouge - Between the Tides - Mysteries of the Deep - The Running, Jumping and Standing-Still Film - Skyscraper | - Moonbird - Mexicali Shmoes - Noah's Ark - The Violinist |
| Bedste Drama- eller Komediemusik | Bedste Musicalmusik |
| - Ben-Hur – Miklós Rózsa - På stranden – Ernest Gold - Løs på tråden – Frank DeVol - Anne Franks dagbog – Alfred Newman - Nonnen – Franz Waxman | - Porgy og Bess – André Previn og Ken Darby - L'il Abner – Nelson Riddle og Joseph J. Lilley - Say One for Me – Lionel Newman - Tornerose – George Bruns - The Five Pennies – Leith Stevens |
| Bedste Sang | Bedste Lydoptagelse |
| - "High Hopes" fra Det tossede hotel – Musik af Jimmy Van Heusen; Tekst af Sammy Cahn - "The Best of Everything" fra Tre kontorpiger i New York – Musik af Alfred Newman; Tekst af Sammy Cahn - "The Five Pennies" fra The Five Pennies – Musik og Tekst af Sylvia Fine - "The Hanging Tree" fra De hængtes træ – Musik af Jerry Livingston; Tekst af Mack David - "Strange Are The Ways of Love" fra The Young Land – Musik af Dimitri Tiomkin; Tekst af Ned Washington | - Ben-Hur – Franklin Milton, MGM Studio Sound Department - Rejsen til jordens indre – Carlton W. Faulkner, Twentieth Century-Fox Studio Sound Department - Natten er min fjende – A. W. Watkins, MGM London Studio Sound Department - Porgy og Bess – Gordon E. Sawyer og Fred Hynes, Samuel Goldwyn Studio Sound Department og Todd-AO Sound Department - Nonnen – George Groves, Warner Bros. Studio Sound Department |
| Bedste Scenografi, Sort og Hvid | Bedste Scenografi, Farver |
| - Anne Franks dagbog – Lyle R. Wheeler, George W. Davis, Walter M. Scott og Stuart A. Reiss - I neonlys – Hal Pereira, Walter Tyler, Sam Comer og Arthur Krams - Ingen er fuldkommen – Ted Haworth og Edward G. Boyle - Pludselig sidste sommer – Oliver Messel, William Kellner og Scot Slimon - Den sidste vrede mand – Carl Anderson og William Kiernan | - Ben-Hur – William A. Horning, Edward Carfagno og Hugh Hunt - Rejsen til jordens indre – Lyle R. Wheeler, Franz Bachelin og Herman A. Blumenthal - Menneskejagt – William A. Horning, Robert Boyle, Merrill Pye, Henry Grace og Frank McKelvy - Let på tråden – Richard H. Riedel, Russell A. Gausman og Ruby R. Levitt - Den store fisker – John DeCuir og Julia Heron                                                |
| Bedste Fotografering, Sort og Hvid | Bedste Fotografering, Farver |
| - Anne Franks dagbog – William C. Mellor - Et mords analyse – Sam Leavitt - I neonlys – Joseph LaShelle - Ingen er fuldkommen – Charles Lang, Jr. - Ung mand fra Philadelphia – Harry Stradling, Sr. | - Ben-Hur – Robert L. Surtees - Porgy og Bess – Leon Shamroy - Den store fisker – Lee Garmes - The Five Pennies – Daniel L. Fapp - Nonnen – Franz Planer |
| Bedste Kostumer, Sort og Hvid | Bedste Kostumer, Farver |
| - Ingen er fuldkommen – Orry-Kelly - I neonlys – Edith Head - Anne Franks dagbog – Charles LeMaire og Mary Wills - Lysthuset – Helen Rose - Ung mand fra Philadelphia – Howard Shoup | - Ben-Hur – Elizabeth Haffenden - Porgy og Bess – Irene Sharaff - Tre kontorpiger i New York – Adele Palmer - Den store fisker – Renie - The Five Pennies – Edith Head |
| Bedste Klipning | Bedste Visuelle Effekter |
| - Ben-Hur – Ralph E. Winters og John D. Dunning - Et mords analyse – Louis R. Loeffler - Menneskejagt – George Tomasini - På stranden – Frederic Knudtson - Nonnen – Walter Thompson | - Ben-Hur – A. Arnold Gillespie, Robert MacDonald og Milo Lory - Rejsen til jordens indre – L. B. Abbott, James B. Gordon og Carl Faulkner |

### Ærespriser
- Buster Keaton
- Lee De Forest

### Jean Hersholt Humanitarian Award
- Bob Hope